# Ortsdialekt
Als Ortsdialekt, auch Ortsmundart, bezeichnet man den Dialekt oder die Mundart in einem Ort, wenn sich dieser Dialekt sprachlich hinreichend von den in der Umgebung des jeweiligen Ortes gesprochenen Sprachen unterscheidet und abgrenzen lässt. Von Lokalsprachen beziehungsweise Regionalsprachen spricht man hingegen dort, wo eine solche Unterscheidung nicht möglich ist und mehrere Orte oder gar eine ganze Region eine einheitliche Mundart haben.

## Name und Hintergrund
Je nach dem Verwaltungsstatus des Ortes werden gelegentlich auch die Begriffe Dorf-, Gemeinde-, Stadtteil- oder Stadtdialekt benutzt.
Da viele Städte aus kleineren Einheiten zusammengewachsen sind oder zusammengelegt wurden, kann es vorkommen, dass sich die alten Ortsdialekte in der Stadt halten und kein einheitlicher Stadtdialekt entsteht, zum Beispiel in Krefeld, siehe Krieewelsch Platt mit seinen Varianten, und Oedingsch (Uerdinger Platt), aber auch dem Hölsch Plott (Hülser Platt), während es ebenso sein kann, dass mehrere Ortsdialekte in einem Stadtdialekt aufgehen oder zu diesem verschmelzen (wie zum Beispiel in Köln, siehe Kölsch-Varianten)
Klar erkennbare Ortsdialekte sind insbesondere in Gegenden mit starker sprachlicher Gliederung in den Übergangsgebieten zwischen den Dialektgruppen eines Dialektkontinuums anzutreffen, wie zum Beispiel in Mittelhessen (Mittelhessische Dialekte) wie Hinterländer Platt, Wittgensteiner Platt, Rhöner Platt, im Rheinland (siehe auch rheinischer Fächer); besonders ausgeprägt ist dies in Gebieten mit starker geografischer Gliederung und relativ isolierten Siedlungen, wie in den Dialekten des Walliserdeutsch und auf kleineren Inseln.
Der Ortsdialekt auf einer Insel (wie das Öömrang zum Beispiel) mag umgangssprachlich Inseldialekt genannt werden, dieses Wort ist jedoch sprachwissenschaftlich anders belegt als der Dialekt einer sogenannten Dialektinsel.
Eine so genannte Ortsgrammatik beschreibt den Sprachbau eines Ortsdialekts, ein Ortswörterbuch die Lexik.

## Forschung in Deutschland
Seit dem ersten Drittel des 19. Jahrhunderts wendet sich die sprachwissenschaftliche Feldforschung verstärkt den dialektologischen Gegebenheiten im deutschsprachigen Teil Europas zu, was unter anderem zu Erarbeitung von Wortverwendungskarten, zu teilweise höchst spezifischen Wörterbüchern für etliche Ortsdialekte und Ortsgrammatiken geführt hat. Manche deutsche Ortsdialekte können inzwischen auf eine Anzahl solcher Publikationen aus drei Jahrhunderten zurückblicken. Damit werden Sprachentwicklungen der jüngeren Vergangenheit dokumentiert und nachvollziehbar. Ebenfalls sind, seitdem dies technisch möglich war, gezielt Tonaufzeichnungen von vielen Ortsdialekten gemacht und archiviert worden.